# Proceratium boltoni
Proceratium boltoni är en myrart som beskrevs av Leston 1971. Proceratium boltoni ingår i släktet Proceratium och familjen myror. Inga underarter finns listade i Catalogue of Life.